# Parafia św. Jakuba Apostoła w Prężynie
Parafia św. Jakuba Apostoła w Prężynie – parafia rzymskokatolicka w metropolii katowickiej, diecezji opolskiej, dekanacie bialskim.

## Historia
Parafia istnieje od XIII wieku. Pierwszy kościół pod wezwaniem apostołów Piotra i Pawła wzmiankują źródła z 1233. Obecną świątynię parafialną wzniesiono w latach 1888-1889. Konsekracji kościoła dokonano 14 czerwca 1893. Wcześniej w skład parafii wchodziły: Prężyna, Prężynka, Czyżowice i Dobroszewice. Czyżowice przyłączono do parafii w Niemysłowicach, zaś Dobroszewice do parafii w Białej. W Prężynce znajduje się Kaplica pw. św. Marii Magdaleny. Parafia liczy 560 wiernych.